# جولیوس کری
جولیوس کری (انگلیسی: Julius Carry; ۱۲ مارس ۱۹۵۲ – ۱۹ اوت ۲۰۰۸) یک هنرپیشه اهل ایالات متحده آمریکا بود. وی بین سال‌های ۱۹۷۹ تا ۲۰۰۸ میلادی فعالیت می‌کرد.

## گزیده فیلمشناسی
از فیلم‌ها یا برنامه‌های تلویزیونی که وی در آن نقش داشته‌است می‌توان به آثار زیر اشاره کرد.
- آخرین اژدها (۱۹۸۵)
- یگان (مجموعه تلویزیونی) (۲۰۰۶)
- ستوان کلمبو (۲۰۰۳)
- آلیس (مجموعه تلویزیونی) (۱۹۸۳)